# Мидланд (Мичиген)
Мидланд (Мичиген) (енгл. Midland) град је у америчкој савезној држави Мичиген. По попису становништва из 2010. у њему је живело 41.863 становника.

## Демографија
Према попису становништва из 2010. у граду је живело 41.863 становника, што је 178 (0,4%) становника више него 2000. године.
| Група             | 2000.          | 2010.          |
| Белци             | 38.416 (92,2%) | 37.802 (90,3%) |
| Афроамериканци    | 760 (1,8%)     | 846 (2,0%)     |
| Азијати           | 1.123 (2,7%)   | 1.368 (3,3%)   |
| Хиспаноамериканци | 802 (1,9%)     | 1.015 (2,4%)   |
| Укупно            | 41.685         | 41.863         |